# Temporada 1980-81 de los Kansas City Kings
La temporada 1980-81 fue la trigésimo tercera de los Kings en la NBA, y la novena en Kansas City. La temporada regular acabó con 40 victorias y 42 derrotas, ocupando el quinto puesto de la Conferencia Oeste, clasificándose para los playoffs, en los que alcanzaron las finales de conferencia, donde cayeron ante los Houston Rockets.

## Elecciones en elDraft
| Ronda | Puesto | Jugador         | Posición | Nacionalidad   | Universidad          |
| ----- | ------ | --------------- | -------- | -------------- | -------------------- |
| 1     | 16     | Hawkeye Whitney | Escolta  | Estados Unidos | North Carolina State |

## Temporada regular
| División Medio Oeste | División Medio Oeste | División Medio Oeste | División Medio Oeste | División Medio Oeste | División Medio Oeste | División Medio Oeste | División Medio Oeste | División Medio Oeste |
| Equipo               | G                    | P                    | %                    | PD                   | Casa                 | Fuera                | Div                  |                      |
| -------------------- | -------------------- | -------------------- | -------------------- | -------------------- | -------------------- | -------------------- | -------------------- | -------------------- |
| y-San Antonio Spurs  | 52                   | 30                   | .634                 | –                    | 34–7                 | 18–23                | 21–9                 |                      |
| x-Kansas City Kings  | 40                   | 42                   | .488                 | 12.0                 | 24–17                | 16–25                | 19–11                |                      |
| x-Houston Rockets    | 40                   | 42                   | .488                 | 12.0                 | 25–16                | 15–26                | 19–11                |                      |
| Denver Nuggets       | 37                   | 45                   | .451                 | 15.0                 | 23–18                | 14–27                | 13–17                |                      |
| Utah Jazz            | 28                   | 54                   | .341                 | 24.0                 | 20–21                | 8–33                 | 13–17                |                      |
| Dallas Mavericks     | 15                   | 67                   | .183                 | 37.0                 | 11–30                | 4–37                 | 5–25                 |                      |

## Playoffs

### Primera ronda
Portland Trail Blazers vs. Kansas City Kings
| Fecha      | Partido                                           | Ciudad      |
| ---------- | ------------------------------------------------- | ----------- |
| 1 de abril | Portland Trail Blazers 97, Kansas City Kings 98   | Portland    |
| 3 de abril | Kansas City Kings 119, Portland Trail Blazers 124 | Kansas City |
| 5 de abril | Portland Trail Blazers 95, Kansas City Kings 104  | Portland    |
|            | Kansas City Kings gana las series 2-1             |             |

### Semifinales de Conferencia
Phoenix Suns vs. Kansas City Kings 
| Fecha       | Partido                                | Ciudad      |
| ----------- | -------------------------------------- | ----------- |
| 7 de abril  | Phoenix Suns 102, Kansas City Kings 80 | Phoenix     |
| 8 de abril  | Phoenix Suns 83, Kansas City Kings 88  | Phoenix     |
| 10 de abril | Kansas City Kings 93, Phoenix Suns 92  | Kansas City |
| 12 de abril | Kansas City Kings 102, Phoenix Suns 95 | Kansas City |
| 15 de abril | Phoenix Suns 101, Kansas City Kings 89 | Phoenix     |
| 17 de abril | Kansas City Kings 76, Phoenix Suns 81  | Kansas City |
| 19 de abril | Phoenix Suns 88, Kansas City Kings 95  | Phoenix     |
|             | Kansas City Kings gana las series 4-3  |             |

### Finales de Conferencia
Kansas City Kings vs. Houston Rockets
| Fecha       | Partido                                   | Ciudad      |
| ----------- | ----------------------------------------- | ----------- |
| 21 de abril | Kansas City Kings 78, Houston Rockets 97  | Kansas City |
| 22 de abril | Kansas City Kings 88, Houston Rockets 79  | Kansas City |
| 24 de abril | Houston Rockets 92, Kansas City Kings 88  | Houston     |
| 26 de abril | Houston Rockets 100, Kansas City Kings 89 | Houston     |
| 29 de abril | Kansas City Kings 88, Houston Rockets 97  | Kansas City |
|             | Houston Rockets gana las series 4-1       |             |

## Estadísticas
| Rk | Jugador         | Edad | P  | PT | MP   | TC   | TCI  | %TC  | T3  | T3I | %T3  | TL  | TLI | %TL  | RO  | RD  | RT  | AS  | RB  | TAP | BP  | FP  | PTS  |
| -- | --------------- | ---- | -- | -- | ---- | ---- | ---- | ---- | --- | --- | ---- | --- | --- | ---- | --- | --- | --- | --- | --- | --- | --- | --- | ---- |
| 1  | Otis Birdsong   | 25   | 71 |    | 36.5 | 10.0 | 18.4 | .544 | 0.1 | 0.5 | .286 | 4.5 | 6.4 | .697 | 1.7 | 2.0 | 3.6 | 3.3 | 1.3 | 0.3 | 2.4 | 2.4 | 24.6 |
| 2  | Scott Wedman    | 28   | 81 |    | 35.8 | 8.5  | 17.7 | .477 | 0.3 | 1.0 | .325 | 1.7 | 2.5 | .686 | 1.6 | 3.8 | 5.3 | 2.8 | 1.2 | 0.6 | 2.0 | 3.6 | 19.0 |
| 3  | Phil Ford       | 24   | 66 |    | 34.7 | 6.4  | 13.4 | .478 | 0.2 | 0.5 | .306 | 4.5 | 5.4 | .831 | 0.4 | 1.5 | 1.9 | 8.8 | 1.5 | 0.1 | 3.7 | 2.9 | 17.5 |
| 4  | Reggie King     | 23   | 81 |    | 33.9 | 5.8  | 10.7 | .544 | 0.0 | 0.0 |      | 3.3 | 4.8 | .684 | 2.9 | 6.8 | 9.7 | 1.5 | 1.3 | 0.5 | 2.0 | 2.8 | 14.9 |
| 5  | Sam Lacey       | 32   | 82 |    | 27.2 | 2.9  | 6.5  | .442 | 0.0 | 0.1 | .200 | 1.1 | 1.4 | .786 | 1.6 | 5.5 | 7.1 | 4.9 | 1.2 | 1.5 | 2.2 | 3.7 | 6.9  |
| 6  | Joe Meriweather | 27   | 74 |    | 20.5 | 2.8  | 5.6  | .496 | 0.0 | 0.0 |      | 2.0 | 2.9 | .695 | 1.7 | 3.6 | 5.3 | 1.0 | 0.4 | 1.1 | 1.7 | 3.0 | 7.6  |
| 7  | Ernie Grunfeld  | 25   | 79 |    | 20.1 | 3.3  | 6.2  | .535 | 0.0 | 0.0 |      | 0.9 | 1.3 | .743 | 0.4 | 2.2 | 2.6 | 2.6 | 0.8 | 0.2 | 1.1 | 2.0 | 7.5  |
| 8  | Jo Jo White     | 34   | 13 |    | 18.2 | 2.8  | 6.3  | .439 | 0.0 | 0.0 |      | 0.8 | 1.4 | .611 | 0.2 | 1.4 | 1.6 | 2.8 | 0.8 | 0.1 | 1.4 | 1.6 | 6.4  |
| 9  | Leon Douglas    | 26   | 79 |    | 17.2 | 2.3  | 4.1  | .573 | 0.0 | 0.0 | .000 | 1.3 | 2.4 | .548 | 1.9 | 3.0 | 4.9 | 0.9 | 0.3 | 0.5 | 1.1 | 3.2 | 6.0  |
| 10 | Hawkeye Whitney | 23   | 47 |    | 16.6 | 3.2  | 6.5  | .487 | 0.0 | 0.1 | .333 | 1.1 | 1.4 | .769 | 0.6 | 1.6 | 2.3 | 1.4 | 1.0 | 0.1 | 1.0 | 2.1 | 7.4  |
| 11 | Lloyd Walton    | 27   | 61 |    | 13.5 | 1.5  | 3.6  | .413 | 0.0 | 0.0 | .000 | 0.4 | 0.5 | .788 | 0.2 | 0.6 | 0.8 | 3.4 | 0.5 | 0.0 | 1.3 | 0.7 | 3.4  |
| 12 | John Lambert    | 28   | 43 |    | 11.0 | 1.5  | 3.7  | .406 | 0.0 | 0.0 | .000 | 0.4 | 0.5 | .783 | 0.6 | 1.5 | 2.1 | 0.6 | 0.3 | 0.1 | 0.4 | 1.7 | 3.4  |
| 13 | Frankie Sanders | 24   | 23 |    | 8.1  | 1.5  | 3.3  | .442 | 0.0 | 0.0 |      | 0.9 | 1.0 | .909 | 0.3 | 0.7 | 0.9 | 0.7 | 0.7 | 0.0 | 0.9 | 0.9 | 3.8  |
| 14 | Gus Gerard      | 27   | 16 |    | 7.7  | 1.2  | 3.2  | .373 | 0.0 | 0.2 | .000 | 1.2 | 1.8 | .655 | 0.8 | 1.0 | 1.8 | 0.4 | 0.2 | 0.4 | 0.4 | 1.5 | 3.6  |

## Galardones y récords
| Jugador       | Galardón                              |
| Otis Birdsong | 2.º Mejor quinteto de la NBA All-Star |